# Peter Rono
Peter Kipchumba Rono (Kapsabet, 31 de julho de 1967) é um ex-atleta e campeão olímpico queniano.
Seu primeiro contato com as corridas e seus primeiros treinos foram feitos na St. Patrick's High School, no Quênia, sob a supervisão do padre irlandês Colm O'Connell, um missionário e diretor da escola na época. Como atleta juvenil, Rono venceu o Campeonato Cross-country da África em 1985 e conquistou uma medalha de prata nos 1 500 m do Campeonato Mundial Júnior de Atletismo no ano seguinte, em Atenas. Em 1987, foi semifinalista do Campeonato Mundial de Atletismo em Roma, Itália.
Em Seul 1988, ele conquistou o ouro olímpico nos 1 500 m - o mais jovem em Jogos, com 21 anos e 61 dias -  derrotando os favoritos britânicos Peter Elliott e Steve Cram, este último o então campeão mundial e medalha de prata em Los Angeles 1984. Depois do triunfo olímpico, nunca mais venceu outra competição de grande vulto. Formou-se na Mount St. Mary's University em Maryland, Estados Unidos, e se tornou técnico de atletismo da instituição.
Vive hoje em Nova Jérsei, onde trabalha no departamento de marketing do fabricante de calçados esportivos New Balance.